# Michail Tal

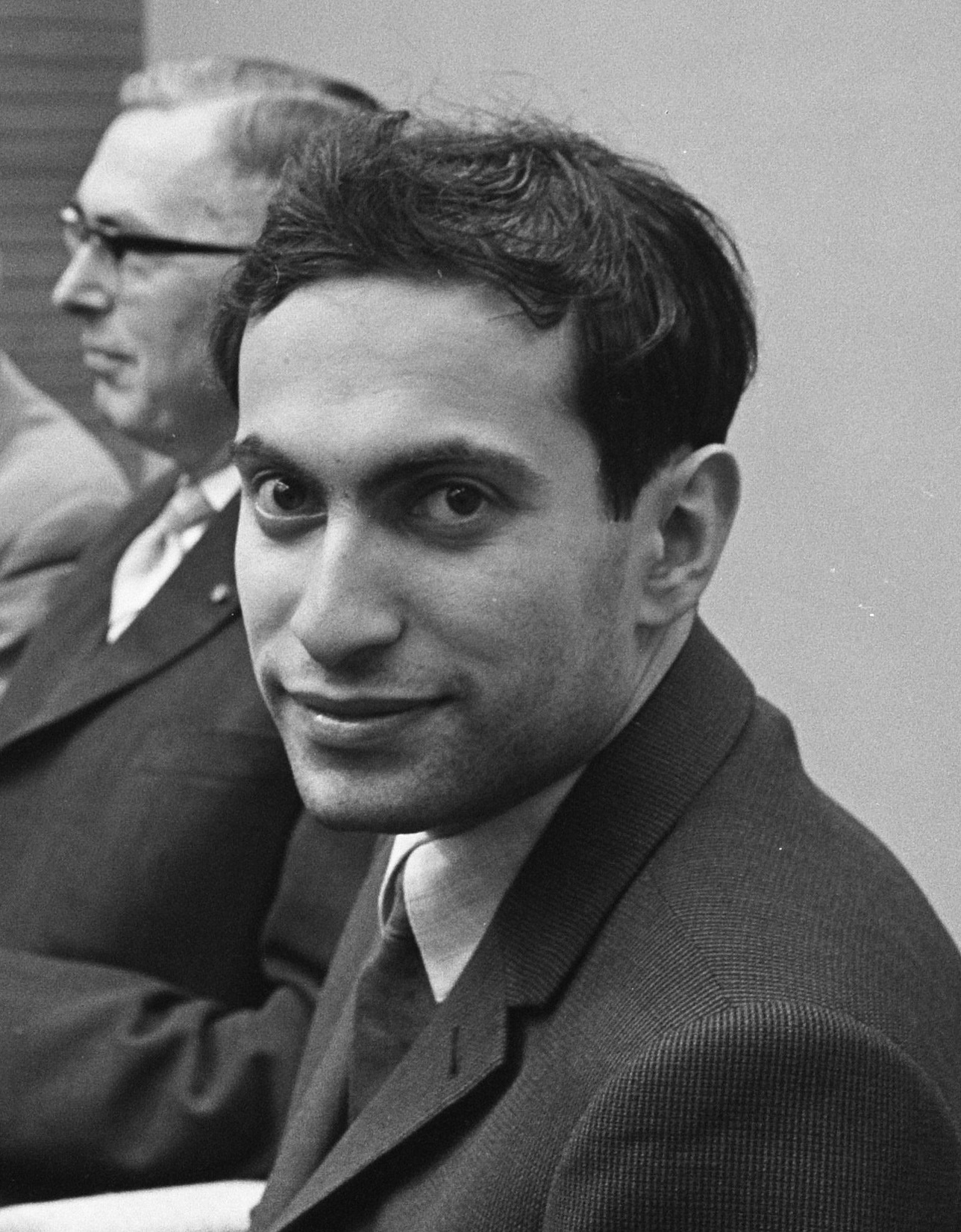
Tal 1962.

Michail Nechemjevitj Tal (lettiska: Mihails Tāls, ryska: Михаил Нехемьевич Таль), född 9 november 1936 i Riga, Lettland, död 28 juni 1992 i Moskva, var en sovjetisk (lettisk) schackspelare och den åttonde världsmästaren i spelet.

## Biografi
Tal föddes i en judisk familj i Riga. Han lärde sig läsa som treåring och började läsa på universitet vid 15 års ålder. Han började spela schack som åttaåring. Hans spel var till en början inte exceptionellt men han lade ner stor kraft på att förbättra sitt spel. 1949 började Alexander Koblents träna honom och 1951 deltog han i det lettiska schackmästerskapet. Han vann sitt första lettiska mästerskap 1953. Han blev sovjetisk mästare 1954 efter seger mot Vladimir Saigin. 
Tal var en av de mest beundrade och mytomspunna schackspelarna, både genom sin spelstil och sitt (osunda) leverne. Kroppsligt led han av konstanta fysiska besvär sedan sin ungdom, vilket inverkade på hans resultat. Ändå kedjerökte han och drack stora mängder alkohol. Han genomgick flera operationer. 1970 opererade han bort sin ena njure som höll på att förgifta honom.
Under schackturneringen i Curaçao 1962 fick Tal läggas in på sjukhus. Den ende som kom och hälsade på honom på sjukhuset var Bobby Fischer, ingen i det sovjetiska laget. [källa behövs]

### Schackkarriär
Sin första framgång nådde han i sovjetiska mästerskapen 1957, då han som 20-åring besegrade ett välmeriterat fält. Han skulle komma att vinna de sovjetiska mästerskapen sammanlagt sex gånger.
Han vann världsmästartiteln mot Michail Botvinnik 1960. Botvinniks vetenskapliga och metodiska spelstil kontrasterade mot Tals stil, som med kombinationer och våghalsiga angrepp överrumplade mästaren för att lägga beslag på titeln och bli den dittills yngste världsmästaren i schackhistorien. Mitt huvud är fyllt av solsken var de första orden från den nyblivne världsmästaren. Tal förlorade dock titeln i returmatchen nästföljande år. Han försökte flera gånger kvalificera sig för en ny titelmatch men misslyckades. Han nådde dock fortsatta framgångar i turneringar under resten av sitt liv. 1988 blev han överraskande världsmästare i blixtschack, en särskilt snabb schackform, i konkurrens med den övriga världseliten. Den sista stora turnering som Michail Tal deltog i, var den World Cup-turnering som 1989 arrangerades i Skellefteå. Han var då tydligt märkt av sjukdom men fullföljde trots detta turneringen med assistans av en ständigt närvarande sköterska. 
Tal gick under smeknamnet "Trollkarlen från Riga".